# فيليب كرون
فيليب كرون (بالألمانية: Philipp Crone)‏ هو لاعب هوكي الحقل ألماني، ولد في 16 مارس 1977 في كولونيا في ألمانيا.

## وصلات خارجية
- فيليب كرون على موقع الاتحاد الدولي للهوكي (الإنجليزية)
- فيليب كرون على موقع اللجنة الأولمبية الدولية (الإنجليزية)
- فيليب كرون على موقع أوليمبيديا (الإنجليزية)